# Guy Casaril
Guy Casaril (* 1. November 1933 in Miramont-de-Guyenne; † 3. Mai 1996 in Chapel Hill, Australien) war ein französischer Filmregisseur und Drehbuchautor.
Der öffentlichkeitsscheue Regisseur debütierte Mitte der 1960er Jahre als Fernsehregisseur und inszenierte dann bis Mitte der 1970er Jahre sechs Kinofilme. Nach Australien ausgewandert, gründete er in Brisbane die Firma Arborescence Australia, die u. a. CD-ROMs über französische Künstler produzierte. Daneben war er auch als Übersetzer von Romanen aus dem Englischen ins Französische tätig.

## Filmografie (Auswahl)
- 1968: Astragal (L’Astragale)
- 1970: Die Novizinnen (Les novices)
- 1971: Petroleum-Miezen (Les Pétroleuses)
- 1972: Die Geliebte meines Vaters (Le rempart des béguines)
- 1973: Der Spatz von Paris – Edith Piaf (Piaf)